# François-Émile Villemain
Pour les articles homonymes, voir Villemain.
François Emile Villemain est un sénateur français né le 3 mars 1795 à Paris et mort le 30 mars 1867 à Castres
Il est le frère de l'académicien Abel-François Villemain.
Intendant militaire, Villemain entra au Conseil d'État, et, doyen des conseillers d'État, fut nommé sénateur (24 octobre 1863).

## Distinctions
- Commandeur de la Légion d'honneur (26 février 1857)[1]

## Sources
- « François-Émile Villemain », dans Adolphe Robert et Gaston Cougny, Dictionnaire des parlementaires français, Edgar Bourloton, 1889-1891 [détail de l’édition]